# جعفر عباس
جعفر عباس، أديب وصحفي سوداني، يغلب على كتاباته الطابع الساخر.

## سيرته
كانت بداياته في النشر الصحفي في جريدة اليوم السعودية، ثم بلغت شهرته أوجهها بعد أن كتب أعمدةً لعدة سنوات في صحيفة القدس العربي والمجلة اللندنيتين، ووجدت مقالاته رواجًا واسعًا بعد صدور جريدة الوطن السعودية وكتابته لعمود يومي بالصفحة الأخيرة منها لنحو خمس سنوات متتالية، وانتقل منها إلى صحيفة عكاظ السعودية، ثم أخبار الخليج البحرينية والوطن القطرية، والعديد من صحف سودانية. ويعتبر جعفر من أكبر الكتاب الساخرين في العالم العربي بل هو الكاتب العربي الوحيد المضمن في النسخة الإنجليزية من ويكيبيديا لقائمة الكتاب الساخرين على مستوى العالم منذ بداية القرن التاسع عشر، ويعمل في شبكة الجزيرة الإعلامية، التي أسس فيها قسم ضمان الجودة التحريرية وأشرف عليه لأكثر من 8 سنوات.

#### وشغل عدة مناصب منها:
- منتج ومخرج بتلفزيون البي بي سي البريطاني والتلفزيون السوداني.
- محرر أول بجريدة الإمارات نيوز الصادر باللغة الإنجليزية في الإمارات العربية المتحدة ثم مدير للتحرير بها.
- كبير محررين بجريدة الاتحاد الإماراتية.
- مدير للعلاقات العامة والإعلامية بشركة الاتصالات القطرية.
- مدير التحرير بوكالة الإعلام الخارجي في قطر.
- اختصاصي ترجمة في شركة أرامكو النفطية في السعودية
- عضو اتحاد الصحفيين في بريطانيا
- زميل في المعهد الدولي لحرية الصحافة

تخرج في كلية الآداب جامعة الخرطوم ببكالريوس في اللغة الإنجليزية وعمل معلما للغة الإنجليزية بالمرحلة الثانوية، واعتقلته حكومة جعفر نميري العسكرية لثمانية أشهر قضاها في سجن كوبر العتيد، ثم عمل مترجما وضابط إعلام في السفارة البريطانية في الخرطوم، مدة قصيرة عاد بعدها إلى وزارة التربية حيث ابتعث إلى بريطانيا للتخصص في إنتاج البرامج التلفازية التعليمية (1976- 1977)، وبعدها تنقل ما بين تلفزيون الجزيرة الريفي في مدينة ودمدني والتلفزيون السوداني الرسمي لنحو عامين التحق بشركة ارامكو في وظيفة اخصائي ترجمة وبعد 18 شهرا انتقل إلى دولة قطر حيث عمل مترجما مع مجلة الدوحة الثقافية ومحررا بجريدة الراية (1987- 1997)، ومنها انتقل إلى صحيفة إمارات نيوز ثم جريدة الاتحاد في أبوظبي.
يكتب مقالات ساخرة في أعمدة تحمل «زاوية منفرجة» و«زاوية حادة» و«زاوية غائمة» و«زاوية معكوسة» وأصدر عام 1994 كتاب «زوايا منفرجة» كما أصدر كتاباً آخر عام 2008 يحمل اسم «زوايا منفرجة وأخرى حادة». ثم أصدر في عام 2012 كتاب «سيرة وطن في مسيرة زول».

## أعماله

### كتبه
- زوايا منفرجة وأخرى حادة، دار الكفاح للنشر والتوزيع، 2009
- سيرة وطن.. في مسيرة زول، دار غزة للنشر والتوزيع، خرطوم، 2012

### مقالاته
- جعفر عباس يكتب: لا يهمني أن تصفني بالجبن، صحيفة الخليج.[1]
- مقالات سياسية ومتنوعة، صحيفة الراكوبا.[2]

## وصلات خارجية
- عباس - يوتيوب . على يوتيوب
- جعفر-عباس صحيفة الراكوبا